# Diaptomus hyalinus
Diaptomus hyalinus is een eenoogkreeftjessoort uit de familie van de Diaptomidae. De wetenschappelijke naam van de soort is voor het eerst geldig gepubliceerd in 1844 door Koch.